# 첼시 왕립병원

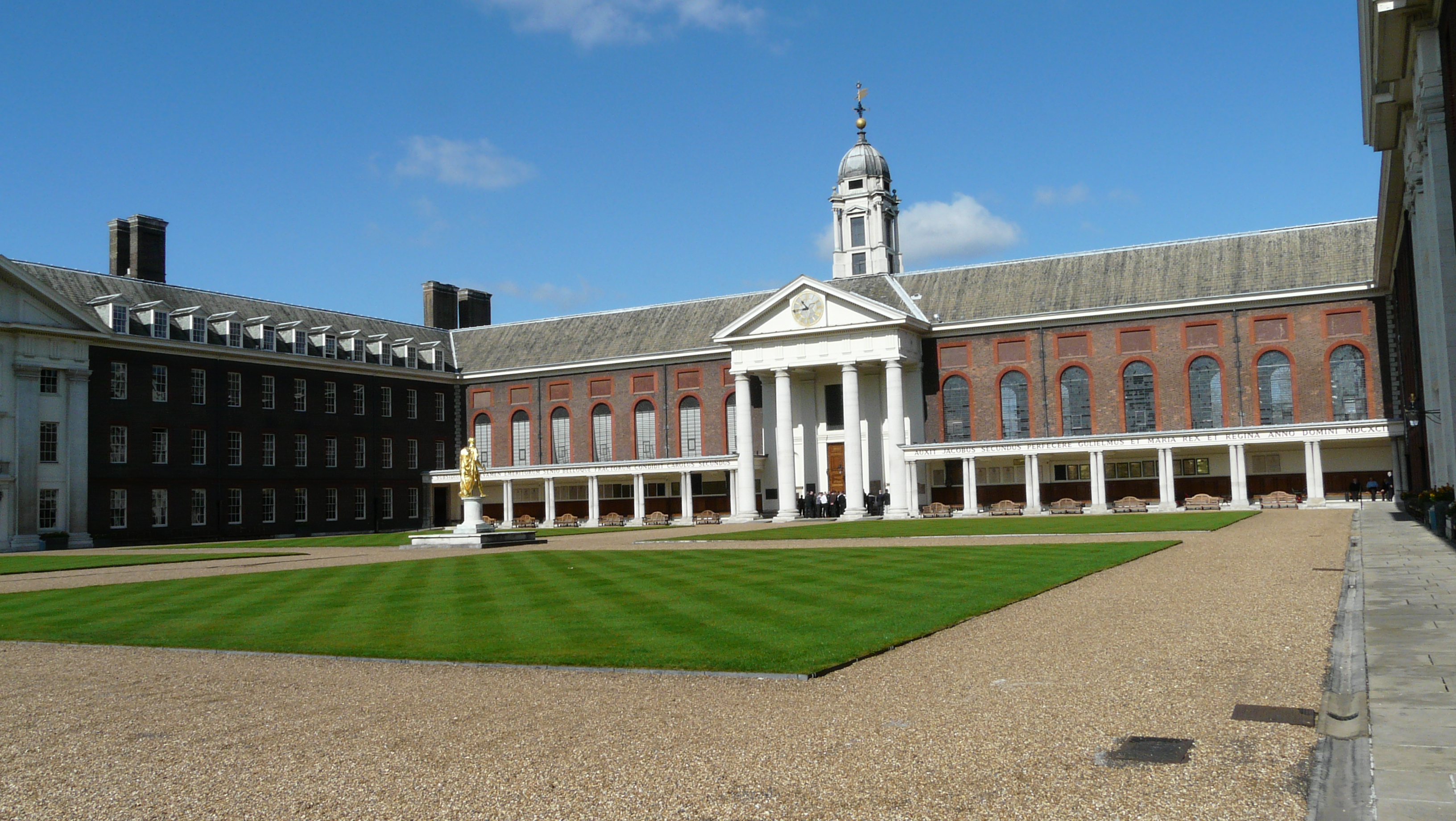
첼시 왕립병원

첼시 왕립병원(영어: Royal Hospital Chelsea)은 잉글랜드 런던 첼시에 있는 영국 육군 재향군인 약 300명을 위한 은퇴자들의 요양원이다. 1682년 찰스 2세에 의해 설립되었으며, 런던 첼시의 로열 호스피털 로드에 위치한 66-에이커 (27 ha) 규모의 부지다. 독립 자선 단체이며 재향군인에게 치료와 숙박을 제공하기 위한 일상 운영 비용을 충당하기 위해 기부금에 의존한다.
거주자들은 첼시 펜셔너(Chelsea Pensioners)로 알려져 있다. 왕립병원의 정원은 역사 공원 및 정원 등록부에 2등급으로 등재되어 있다.